# Obsjtina Plovdiv
Obsjtina Plovdiv (bulgariska: Община Пловдив) är en kommun i Bulgarien.   Den ligger i regionen Plovdiv, i den centrala delen av landet, 130 km sydost om huvudstaden Sofia.
Obsjtina Plovdiv delas in i:
- Tsentralen
- Severen
- Zapaden
- Juzjen
- Trakija
- Istotjen

Följande samhällen finns i Obsjtina Plovdiv:
- Plovdiv

Trakten runt Obsjtina Plovdiv består till största delen av jordbruksmark. Runt Obsjtina Plovdiv är det ganska tätbefolkat, med 185 invånare per kvadratkilometer.